# José de la Riva Agüero y Looz Corswarem
José Carlos Fulgencio Pedro Regalado de la Riva Agüero y Looz Corswarem (Bruselas, Bélgica, 25 de mayo de 1827 - Lima, Perú, 16 de agosto de 1881) fue un político y diplomático peruano. Miembro del Partido Civil, fue Ministro de Hacienda en 1872 y Ministro de Relaciones Exteriores de 1872 a 1875; en este último cargo firmó el Tratado de Alianza Defensiva entre Perú y Bolivia, el 6 de febrero de 1873, que luego sería una de las causas de la declaratoria de guerra de Chile al Perú en 1879. Fue también presidente transitorio del Partido Civil y Presidente del Senado en 1878, en reemplazo del asesinado Manuel Pardo y Lavalle.

## Biografía
Fue hijo de José Mariano de la Riva Agüero y Sánchez Boquete, prócer de la Independencia y primer Presidente de la República del Perú, y de la princesa Carolina Arnoldina Irene de Looz-Corswarem y de la Nue, del principado de Rheina-Wolbeck del Sacro Imperio Romano Germánico.
Realizó sus estudios en la Universidad de Lovaina. Fue uno de los socios fundadores del Club Nacional, establecido en Lima en 1855.
Fue elegido diputado suplente por Huarochirí en el fallido congreso de 1858 y luego fue elegido diputado por Huarochirí ante el Congreso Constituyente de 1860. Posteriormente, fue secretario de las legaciones peruanas en Washington D. C. y Madrid.
Ejerció como Ministro de Hacienda durante el gobierno interino del coronel Mariano Herencia Zevallos, del 27 de julio al 2 de agosto de 1872. Ya bajo el subsiguiente gobierno de Manuel Pardo y Lavalle, fue Ministro de Relaciones Exteriores del 7 de agosto de 1872 al 3 de febrero de 1875. Concertó en Lima en febrero de 1873 con el ministro plenipotenciario boliviano Juan de la Cruz Benavente el Tratado de Alianza Defensiva entre Perú y Bolivia, según el cual:

Artículo I. Las altas partes contratantes se unen y ligan para garantizar mutuamente su independencia, su soberanía y la integridad de sus territorios respectivos, obligándose en los términos del presente tratado a defenderse de toda agresión exterior, bien sea de uno u otros Estados independientes, o de fuerza sin bandera que no obedezca a ningún poder reconocido.

Asimismo, en mayo de 1873, Riva Agüero encomendó a Manuel Yrigoyen Arias, canciller en Argentina y Brasil, buscar la adhesión argentina a la alianza defensiva sobre la base de que Bolivia no podría resistir una invasión de Chile, pues se argüía que el tratado prevenía la guerra y utilizaba el arbitraje como medio para establecer límites, debido a una de las estipulaciones del tratado:

Artículo X. Las altas partes contratantes solicitarán separada o colectivamente, cuando así lo declaren oportuno por un acuerdo posterior, la adhesión de otro u otros estados americanos al presente tratado de alianza defensiva.

Yrigoyen inició las conversaciones con Argentina en julio de 1873 y llevó a cabo reuniones secretas con el canciller argentino Carlos Tejedor. Aunque la cámara de diputados argentina aprobó la inclusión en la alianza en septiembre de 1873, la cámara de senadores la rechazó y, finalmente, el gobierno argentino no concretó su adhesión.
Riva Agüero propuso también la reunión de un congreso americano para decidir el apoyo a la independencia de Cuba. Tras dejar la cancillería, fue acreditado como ministro plenipotenciario en Francia y Bélgica (1875). De retorno al Perú, fue elegido senador por Lima (1878-79) y, al producirse el asesinato de Manuel Pardo, el 16 de noviembre de 1878, asumió transitoriamente la presidencia del Senado y del Partido Civil. Durante la ocupación chilena de Lima, ejerció una representación en el Congreso extraordinario reunido en Chorrillos, el 10 de julio de 1881, pero falleció al cabo de un mes.

## Ancestros
|  | |  |  |  |  |  |  |  |  |  |  |  |  |  |  |  |
|  | 8. Manuel de la Riva-Agüero y Noja                                                                      |  |  |  |  |  |  |  |  |  |  |  |  |  |  |  |
|  | |  |  |  |  |  |  |  |  |  |  |  |  |  |  |  |
|  | |  |  |  |  |  |  |  |  |  |  |  |  |  |  |  |
|  | 4. José de la Riva-Agüero y Basso della Rovere                                                          |  |  |  |  |  |  |  |  |  |  |  |  |  |  |  |
|  | |  |  |  |  |  |  |  |  |  |  |  |  |  |  |  |
|  | |  |  |  |  |  |  |  |  |  |  |  |  |  |  |  |
|  | 9. Francisca Basso della Rovere                                                                         |  |  |  |  |  |  |  |  |  |  |  |  |  |  |  |
|  | |  |  |  |  |  |  |  |  |  |  |  |  |  |  |  |
|  | |  |  |  |  |  |  |  |  |  |  |  |  |  |  |  |
|  | 2. José de la Riva Agüero y Sánchez Boquete                                                             |  |  |  |  |  |  |  |  |  |  |  |  |  |  |  |
|  | |  |  |  |  |  |  |  |  |  |  |  |  |  |  |  |
|  | |  |  |  |  |  |  |  |  |  |  |  |  |  |  |  |
|  | 10. Diego Antonio Sánchez de Aguilar y Fonseca Boquete                                                  |  |  |  |  |  |  |  |  |  |  |  |  |  |  |  |
|  | |  |  |  |  |  |  |  |  |  |  |  |  |  |  |  |
|  | |  |  |  |  |  |  |  |  |  |  |  |  |  |  |  |
|  | 5. María Josefa Sánchez-Boquete y Román de Aulestia                                                     |  |  |  |  |  |  |  |  |  |  |  |  |  |  |  |
|  | |  |  |  |  |  |  |  |  |  |  |  |  |  |  |  |
|  | |  |  |  |  |  |  |  |  |  |  |  |  |  |  |  |
|  | 11. Josefa Román de Aulestia y Aulestia Cabeza de Vaca (hija del II Marqués de Montealegre de Aulestia) |  |  |  |  |  |  |  |  |  |  |  |  |  |  |  |
|  | |  |  |  |  |  |  |  |  |  |  |  |  |  |  |  |
|  | |  |  |  |  |  |  |  |  |  |  |  |  |  |  |  |
|  | 1. José de la Riva Agüero y Looz Corswarem                                                              |  |  |  |  |  |  |  |  |  |  |  |  |  |  |  |
|  | |  |  |  |  |  |  |  |  |  |  |  |  |  |  |  |
|  | |  |  |  |  |  |  |  |  |  |  |  |  |  |  |  |
|  | 12. Wilhelm Joseph Alexander de Looz Corswarem, IV Duque de Looz und Corswarem (n. 1732)                |  |  |  |  |  |  |  |  |  |  |  |  |  |  |  |
|  | |  |  |  |  |  |  |  |  |  |  |  |  |  |  |  |
|  | |  |  |  |  |  |  |  |  |  |  |  |  |  |  |  |
|  | 6. Charles Ludwig August Ferdinand Emanuel de Looz Corswarem, V Duque de Looz und Corswarem (1769-1822) |  |  |  |  |  |  |  |  |  |  |  |  |  |  |  |
|  | |  |  |  |  |  |  |  |  |  |  |  |  |  |  |  |
|  | |  |  |  |  |  |  |  |  |  |  |  |  |  |  |  |
|  | 13. Condesa Constanze von Bylandt (f. 1799)                                                             |  |  |  |  |  |  |  |  |  |  |  |  |  |  |  |
|  | |  |  |  |  |  |  |  |  |  |  |  |  |  |  |  |
|  | |  |  |  |  |  |  |  |  |  |  |  |  |  |  |  |
|  | 3. Princesa Caroline Arnoldine Irénée de Looz Corswarem (1807-1889)                                     |  |  |  |  |  |  |  |  |  |  |  |  |  |  |  |
|  | |  |  |  |  |  |  |  |  |  |  |  |  |  |  |  |
|  | |  |  |  |  |  |  |  |  |  |  |  |  |  |  |  |
|  | 14. Conde Guillaume de la Nue                                                                           |  |  |  |  |  |  |  |  |  |  |  |  |  |  |  |
|  | |  |  |  |  |  |  |  |  |  |  |  |  |  |  |  |
|  | |  |  |  |  |  |  |  |  |  |  |  |  |  |  |  |
|  | 7. Marie Charlotte de la Nue (1782-1852)                                                                |  |  |  |  |  |  |  |  |  |  |  |  |  |  |  |
|  | |  |  |  |  |  |  |  |  |  |  |  |  |  |  |  |
|  | |  |  |  |  |  |  |  |  |  |  |  |  |  |  |  |
|  | 15. Caroline de Bethune                                                                                 |  |  |  |  |  |  |  |  |  |  |  |  |  |  |  |
|  | |  |  |  |  |  |  |  |  |  |  |  |  |  |  |  |
|  | |  |  |  |  |  |  |  |  |  |  |  |  |  |  |  |